# Cruz de Alsen
La Cruz de Alsen (en alemán: Alsenkreuz) fue una medalla militar del Reino de Prusia. Establecida el 7 de diciembre de 1864, la medalla conmemora la victoria prusiana el 29 de junio de 1864 en la batalla de Alsen. La medalla fue inicialmente concedida con dos diferentes cintas de suspensión, para combatientes y no-combatientes. Después fue extendida a las tropas que se mantuvieron en la reserva en la batalla y miembros de la Orden de San Juan que participaron en la batalla.